# Ben Granfelt
Ben Granfelt (* 16. června 1963) je finský kytarista z Helsinek známý z působení ve skupinách Leningrad Cowboys, Wishbone Ash, Gringos Locos, Guitar Slingers a jeho vlastní skupiny Ben Granfelt Band.
Granfeltova současná skupina Ben Granfelt Band byla založena v roce 1993 a od té doby vystupuje v klubech a na festivalech ve Finsku, Velké Británii, Německu, Spojených státech, Rakousku, Švýcarsku a Spojených arabských emirátech, kde se objevili v Abu Dhabi a Dubaji na jazzových festivalech. Poslední album skupiny Ben Granfelt Band, Kaleidoscope bylo vydáno ve Finsku 4. února 2009 a ve zbytku Evropy později na jaře téhož roku.
Skupina Ben Granfelt Band začala pracovat na jejich jedenáctém albu v únoru 2010, ale rodina jej v červnu 2010 donutila přerušit práci jak na albu, tak i se skupinou. Dříve než se tak stalo, byl požádán zpěvákem finské rock'n'rollové skupiny Los Bastardos Finlandeses Bryn Jonesem, aby se k nim připojil. Netrvalo dlouho a Granfelt se k Los Bastardos Finlandeses připojil na plný úvazek a podílel se na skládání písní pro jejich další album.
Granfelt dosáhl nidan (二段:にだん), černou pásku druhého stupně v karate a černou pásku v brazilském Jiu-Jitsu.

## Nástroje
(Stav k prosinci 2009)
Kytary
- Fender -62 Strat Black
- Fender -63 Strat Daphne Blue over sunburst
- Fender -64 Strat Sherwood green (refinished)
- Fender - 2007 NAMM limited edition relic Strat
- Fender - 2004 Limited Edition black over sunburst relic Strat
- Tyler SE - Shoreline gold
- Tyler - Landau Classic
- Gibson - Bonamassa Les Paul
- Gibson - 61 Les Paul (SG model)
- Gibson – 76 Les Paul Custom
- Duck - BG Custom
- Tyler – Burning Water
- Gibson - 59 Historic Collection Les Paul

## Diskografie

### Los Bastardos Finlandeses
- Saved By Rock'n'Roll - 2011 100% Record Company
- Day Of The Dead - 2013 Ranka Kustannus
- BMF Ball - 2015 100% Record Company

### Ben Granfelt Band
- The Truth - 1994 Megamania
- Radio Friendly - 1996 Megamania
- LIVE - 1997 Megamania
- E.G.O - 1999 Megamania
- All I Want to Be - 2001 Megamania
- The Past Experience - 2004 Megamania
- Live Experience - 2006 Bonnier/Amigo
- Sum of Memories - 2006 Bonnier/Amigo
- Notes from the Road - 2007 Bonnier/Amigo
- Kaleidoscope - 2009 Windseekers
- Melodic Relief - 2012 Sprucefield
- Handmade - 2014 Turenki Records
- Live - 20th Anniversary Tour - 2015 Rokarola Records
- Time Flies When You're Playing Guitar - 2016 Sprucefield

### Gringos Locos
- Gringos Locos - 1987 Mercury
- Punch Drunk - 1989 Atlantic
- Raw Deal - 1991 Fazer
- Second Coming of Age - 2009 Windseekers

### Wishbone Ash
- Bona Fide, CD - 2002 Talking Elephant
- Almighty Blues: London and Beyond, DVD - 2003 Classic Rock
- Phoenix Rising, DVD - 2004 Classic Rock

### Guitar Slingers
- Guitar Slingers - 1994 Sony
- Song and Dance - 1996 Sony
- That Little Something - 1998 Guitar Slinger Records
- Guitar Slingers (Double-CD) - 1998 RAWK Records

### Leningrad Cowboys
- We Cum From Brooklyn - 1992 BMG
- Total Balalaika Show - Helsinki Concert - 1993 BMG
- Live in Prowinzz - 1993 BMG
- Happy Together - 1994 BMG
- Go Space - 1996 BMG

## Filmografie
- Leningrad Cowboys Meet Moses (1994) režie Aki Kaurismäki.
- Total Balalaika Show (1994) dokumentární snímek, režie Aki Kaurismäki.[5]